# Gostinu

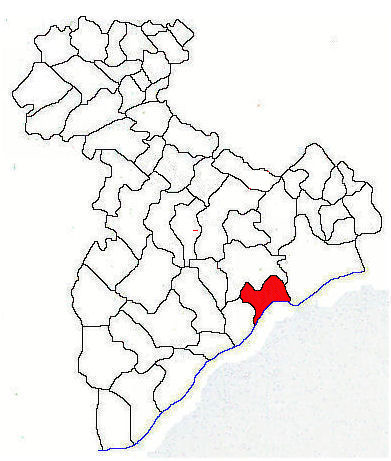
Comuna de Gostinu em vermelho.

Gostinu é uma comuna romena localizada no distrito de Giurgiu, na região de Muntênia. A comuna possui uma área de 39.26 km² e sua população era de 2260 habitantes segundo o censo de 2007.